# 泥三角
泥三角是实验中用于支撑坩埚的三角形器材，内芯是起支撑作用的铁丝，外面包裹一层耐热的材料。通常与铁架台、坩埚在灼烧实验中联合使用。